# Chicken and dumplings
Chicken and dumplings ou “galinha e massa cozida” é um prato típico do sul dos Estados Unidos, tradicionalmente preparado no inverno. É uma sopa cremosa em que a galinha, depois de bm cozinhada e desossada, é adicionada ao caldo feito com os ossos e engrossado com farinha, ao qual se junta massa, que se coze como se fosse “pasta”.
Assa-se uma galinha inteira, no forno ou numa panela (“dutch oven”), temperada por dentro e por fora com uma manteiga de ervas (tomilho, salsa e rosmaninho) misturada com, sal, pimenta, alho e sumo de limão, colocando as metades do limão no interior. Assim que estiver assada e fria, desossa-se e reservam-se os ossos para fazer um caldo. Para o caldo, salteia-se em azeite cenoura, aipo, cebola e alho, junta-se água e os ossos da galinha, salsa, tomilho e louro e deixa-se ferver uma hora; coa-se e reserva-se. Os “dumplings” (bolas ou tiras de massa) são feitos com uma mistura de farinha de trigo, fermento, sal, ovos e leitelho, transformados numa massa com a consistência de massa para bolos. Prepara-se um creme (“Supreme Sauce“) salteando cenoura, aipo, alho e louro em óleo e manteiga, a que se junta farinha para formar um “roux”, que se dilui com o caldo da galinha, deixando cozinhar em lume brando para não ter o sabor de farinha crua. Junta-se a galinha a este creme e deitam-se colheradas da massa dos “dumplings”, com cuidado para não se juntarem e ficarem bem cozidos (cerca de 15 minutos). Serve-se com salsa picada.
Noutras receitas, em vez dos “drop dumplings”, faz-se uma massa que se estende e se corta em tiras largas, como papardelle, que se cozem no caldo da galinha, onde depois se coloca a carne e ervilhas, para “dar cor” à preparação.